# Вудлон Хајтс (Индијана)
Вудлон Хајтс (енгл. Woodlawn Heights) град је у америчкој савезној држави Индијана.

## Демографија
По попису из 2010. године број становника је 79, што је 6 (8,2%) становника више него 2000. године.
| Група             | 2000.       | 2010.      |
| Белци             | 73 (100,0%) | 74 (93,7%) |
| Афроамериканци    | 0 (0,0%)    | 0 (0,0%)   |
| Азијати           | 0 (0,0%)    | 0 (0,0%)   |
| Хиспаноамериканци | 0 (0,0%)    | 3 (3,8%)   |
| Укупно            | 73          | 79         |